# Gospodarstwo wielkoobszarowe
Gospodarstwo wielkoobszarowe – jednostka gospodarcza dysponująca obszarem większym niż 100 ha powierzchni. Gospodarstwa wielkoobszarowe może być własnością osób fizycznych lub osób prawnych.

## Pojęciegospodarstwo wielkoobszarowe
W polskim systemie prawnym nie istnieje jednoznaczna definicja gospodarstwa wielkoobszarowego. Najczęściej przyjmuje się, iż jest to jednostka o powierzchni powyżej 100 ha użytków rolnych.
W powszechnych spisach rolnych nie wyodrębnia się gospodarstw rolnych 100 ha i większych, lecz, zgodnie z przyjętą metodyką, gospodarstwa powyżej 50 ha.
W wyniku realizacji ustawy z 1991 r. o gospodarowaniu nieruchomościami rolnymi Skarbu państwa wszelkie grunty dawniejszych państwowych gospodarstw rolnych oraz grunty Państwowego Funduszu Ziemi stały się mieniem państwowym w rolnictwie i z mocy ustawy przeszły na stan Zasobu Własności Rolnej Skarbu Państwa.
W 2011 r. ukazała się ustawa o zmianie ustawy o gospodarowaniu nieruchomościami rolnymi Skarbu państwa, która miała umożliwić rolnikom indywidualnym powiększenie swoich gospodarstw w ramach limitów określonych ustawą o kształtowania ustroju rolnego.
Według ustawy z 2003 r. o kształtowaniu ustroju rolnego, za gospodarstwo rodzinne uważane jest gospodarstwo rolne, które prowadzone jest przez rolnika indywidualnego oraz w którym łączna powierzchnia użytków rolnych nie jest większa niż 300 ha.
W Unii Europejskiej obowiązuje wspólnotowa zasada swobodnego zakupu nieruchomości, w tym ziemi rolniczej. W przypadku zakupu gruntów stosowane są środki ochronne w postaci potrzeby legitymowania się odpowiednimi kwalifikacjami i stażem pracy w rolnictwie. W Polsce zgodnie z Konstytucją RP podstawą ustroju rolnego państwa jest rolnicze gospodarstwo rodzinne.

## Gospodarstwa wielkoobszarowe w okresie międzywojennym
W okresie międzywojennym funkcjonowało pojęcie „wielka własność rolna”. W ujęciu statystycznym pod pojęciem tym kryły się gospodarstwa rolne o powierzchni powyżej 50 ha.
Wielka własność państwowa stanowiła około 50% użytków rolnych kraju, które stanowiła źródło gruntów, skąd czerpano zapasy ziemi niezbędne do przeprowadzenia parcelacji i osadnictwa rolniczego w ramach reformy rolnej.

### Rodzaje wielkiej własności rolnej w okresie międzywojennym
Wielka własność rolna dzieliła się na:
- wielką własność prywatną, która obejmowała 73,9% użytków rolnych;
- wielką własność państwową, która obejmowała 23,6% użytków rolnych;
- wielką własność kościelną, która obejmowała 1,6%;
- wielka własność pozostałą – 0,9%.

## Charakterystyka wielkoobszarowych rolnych w świetle powszechnego spisu rolnego z 1996 r.
Według danych powszechnego spisu rolnego z 1996 r. liczba gospodarstw wielkoobszarowych o powierzchni ponad 100 ha wynosiła:
| Grupy obszarowe gospodarstw rolnych | Liczba gospodarstw rolnych | Powierzchnia gospodarstw rolnych w ha | Średnia wielkość jednego gospodarstwa w ha |
| ----------------------------------- | -------------------------- | ------------------------------------- | ------------------------------------------ |
| 100–200 ha                          | 1969                       | 173 485                               | 138,9                                      |
| 200–500 ha                          | 2029                       | 666 398                               | 328,1                                      |
| 500–1000 ha                         | 1147                       | 795 140                               | 693,2                                      |
| 1000 i więcej ha                    | 465                        | 817 719                               | 758,5                                      |
| Razem (średnio)                     | 5610                       | 2 452 742                             | 437,2                                      |

W 1996 r. liczba gospodarstw wielkoobszarowych w układzie wojewódzki przedstawiała się następująco:
| Województwo         | 100–200 ha | 200–500 ha | 500–1000 ha | 1000 i więcej ha |
| ------------------- | ---------- | ---------- | ----------- | ---------------- |
| dolnośląskie        | 266        | 260        | 126         | 49               |
| kujawsko-pomorskie  | 108        | 172        | 118         | 24               |
| lubelskie           | 80         | 57         | 39          | 15               |
| lubuskie            | 121        | 125        | 95          | 42               |
| łódzkie             | 66         | 59         | 7           | –                |
| małopolskie         | 28         | 19         | 5           | 2                |
| mazowieckie         | 121        | 98         | 31          | 10               |
| opolskie            | 71         | 90         | 87          | 25               |
| podkarpackie        | 81         | 58         | 16          | 3                |
| podlaskie           | 124        | 99         | 48          | 26               |
| pomorskie           | 152        | 150        | 83          | 29               |
| śląskie             | 88         | 99         | 30          | 11               |
| świętokrzyskie      | 24         | 30         | 6           | 2                |
| warmińsko-mazurskie | 165        | 195        | 154         | 44               |
| wielkopolskie       | 234        | 341        | 157         | 67               |
| zachodniopomorskie  | 240        | 177        | 144         | 116              |
| ogółem              | 1969       | 2029       | 1146        | 465              |

## Liczba i powierzchnia wielkoobszarowych gospodarstw rolnych w 2003 r. i 2010 r.
Według danych Głównego Urzędu Statystycznego z 2013 r. liczba gospodarstw wielkoobszarowych stanowiła:
- 2003 r. – 6,6 tys. jednostek, co stanowiło 0,3% ogólnej liczby gospodarstw rolnych w kraju;
- 2010 r. – 9,7 tys. jednostek, co stanowiło 0,6% ogólnej liczby gospodarstw rolnych w kraju.

Powierzchnia gospodarstw wielkoobszarowych wynosiła:
- 2003 r. – 2 7752,6 tys. ha, co stanowiło 19,1% powierzchni gospodarstw rolnych w kraju;
- 2010 r. – 3 120,9 tys. ha, co stanowiło 21,6% powierzchni gospodarstw rolnych w kraju.

Średnia wielkość jednego gospodarstwa wielkoobszarowego wynosiła:
- 2003 r. – 412,1 ha;
- 2010 r. – 372,9 ha.

## Wstrzymanie sprzedaży nieruchomości Zasobu Własności Rolnej Skarbu Państwa
Ustawą z 2016 r. została wstrzymana na 5 lat sprzedaż nieruchomości Zasobu Własności Rolnej Skarbu Państwa, którą ustawą z 2021 r. przedłużano do 10 lat. Regulacje powyższe przerwały naturalny proces koncentracji ziemi i politykę kształtowania struktury agrarnej. Dotychczasowe pozytywne kierunki przemian agrarnych opierały się w głównej mierze na gruntach będących w dyspozycji Skarbu Państwa.
Według danych Krajowego Ośrodka Wsparcia Rolnictwa stan gruntów pozostających w Zasobie WRSP w 2021 r. wynosił ogółem 1355,5 tys. ha, w tym grunty znajdujące się w dzierżawie stanowiły 1073,7 tys. ha, w trwałym zarządzie 17,7 tys. ha, w użytkowaniu wieczystym 52,5 tys. ha, w dożywotnim użytkowaniu 2,3 tys. ha, a w bezumownym użytkowaniu 11,1 tys. ha.